# Breitenbrucher Wald
Der Breitenbrucher Wald ist eine kleinteilige naturräumliche Untereinheit mit der Ordnungsnummer 334.32 des Oberen Arnsberger Walds („Buchwald“) (334.3) innerhalb des Nordsauerländer Oberlands (334). Er umfasst laut dem Handbuch der naturräumlichen Gliederung Deutschlands den Oberen Arnsberger Wald zwischen Arnsberg im Oeventroper Ruhrtal (333.1) und der Plackweghöhe (334.5) im Süden und dem Möhneseegebiet (334.21) und dem Heve-Möhne-Wald (334.31) im Norden. Östlich grenzt der Breitenbrucher Wald an die Hirschberger Blöße (334.33). Namensgebend ist die alte Arnsberger Waldarbeitersiedlung Breitenbruch, die mitten im Waldgebiet gelegen ist und neben einzelnen Forsthäusern die einzige Siedlungsstelle im Naturraum ist.
Das wellig gegliederte Waldgebiet besteht aus langgestreckten, in Ost-West-Richtung streichenden Höhenrücken mit dazwischenliegenden Talmulden und Platten. Als Gestein im Untergrund dominieren Grauwacke- und Tonschiefer. Die aus deren Zersetzungsprodukten bestehenden Böden sind sandig-lehmig und mit einer dünnen Schicht von Lößlehm bedeckt. In den Geländevertiefungen neigen sie zur Staunässe- und Moorbildung, die sich auch Ortsbezeichnungen mit dem Toponym -bruch (Breitenbruch, Brandiger Bruch, Schwarzenbruch) widerspiegelt. Auf den Böden gedeihen artenarme Buchenwälder.
Im Gegensatz zum nördlich liegenden Unteren Arnsberger Wald (334.2) ist das Klima deutlich feuchter und kühler. Die Mai/Juli-Mitteltemperatur liegt bei 13 bis 14 °C mit 900 mm Jahresniederschlag. Als größte Fließgewässer durchqueren die Bäche Große- und Kleine Schmalenau den Breitenbrucher Wald in nördlicher Richtung.

Aussicht vom Lemmberg über das Gelände des Breitenbrucher Waldes 2022